# Clodomiro
Clodomiro o Clodomero (495 circa – Vézeronce, 21 giugno 524) è stato un re franco della dinastia dei merovingi che regnò sulla valle della Loira.

## Origini

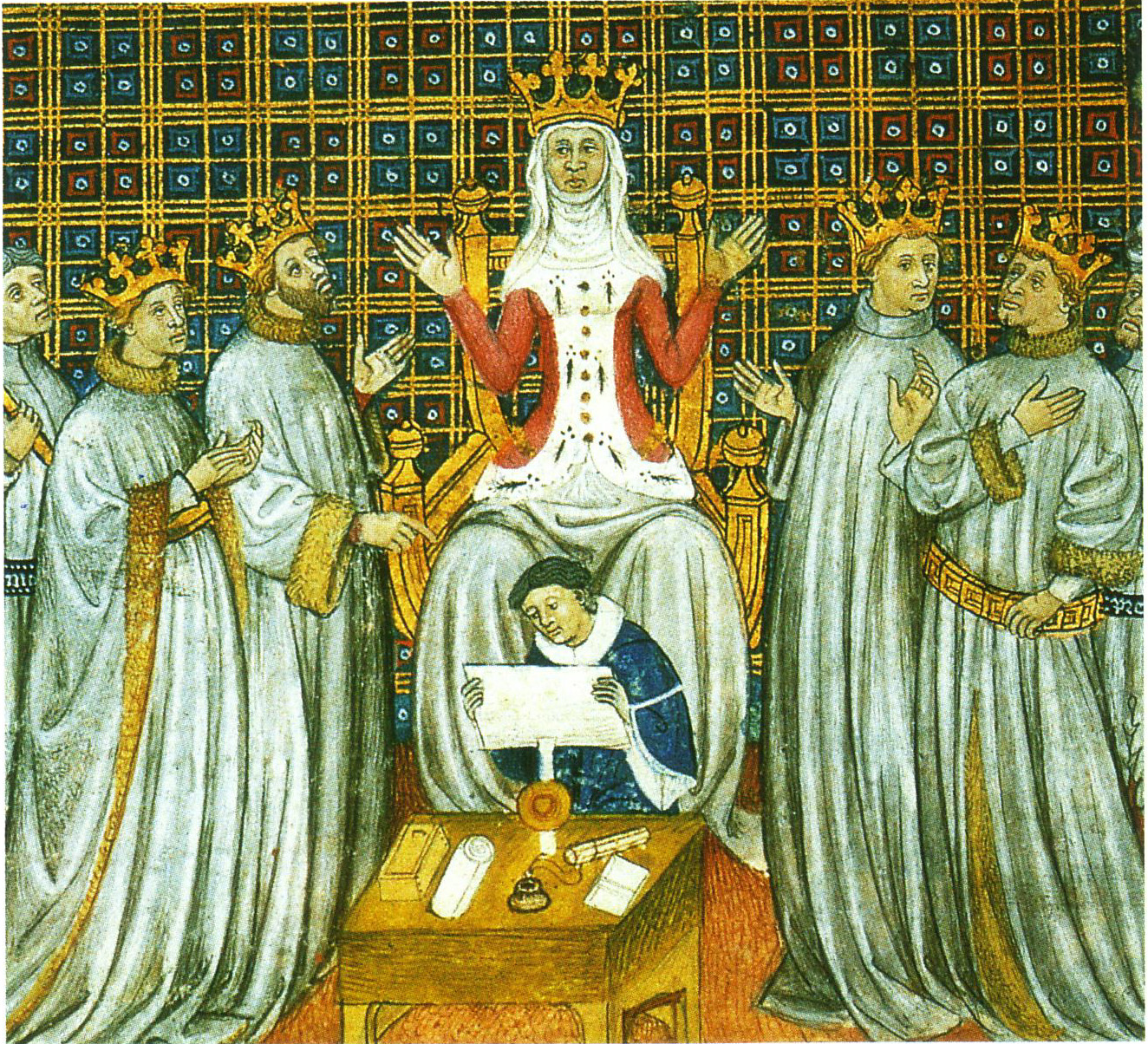
Clotilde divide il regno tra i figli di Clodoveo I

Era il figlio secondogenito del re dei Franchi Sali della dinastia merovingia, Clodoveo I e della sua seconda moglie, Clotilde, che secondo il vescovo Gregorio di Tours (536 – 597), era la figlia del re dei Burgundi, Chilperico II e della moglie, di cui non si conosce il nome

## Biografia

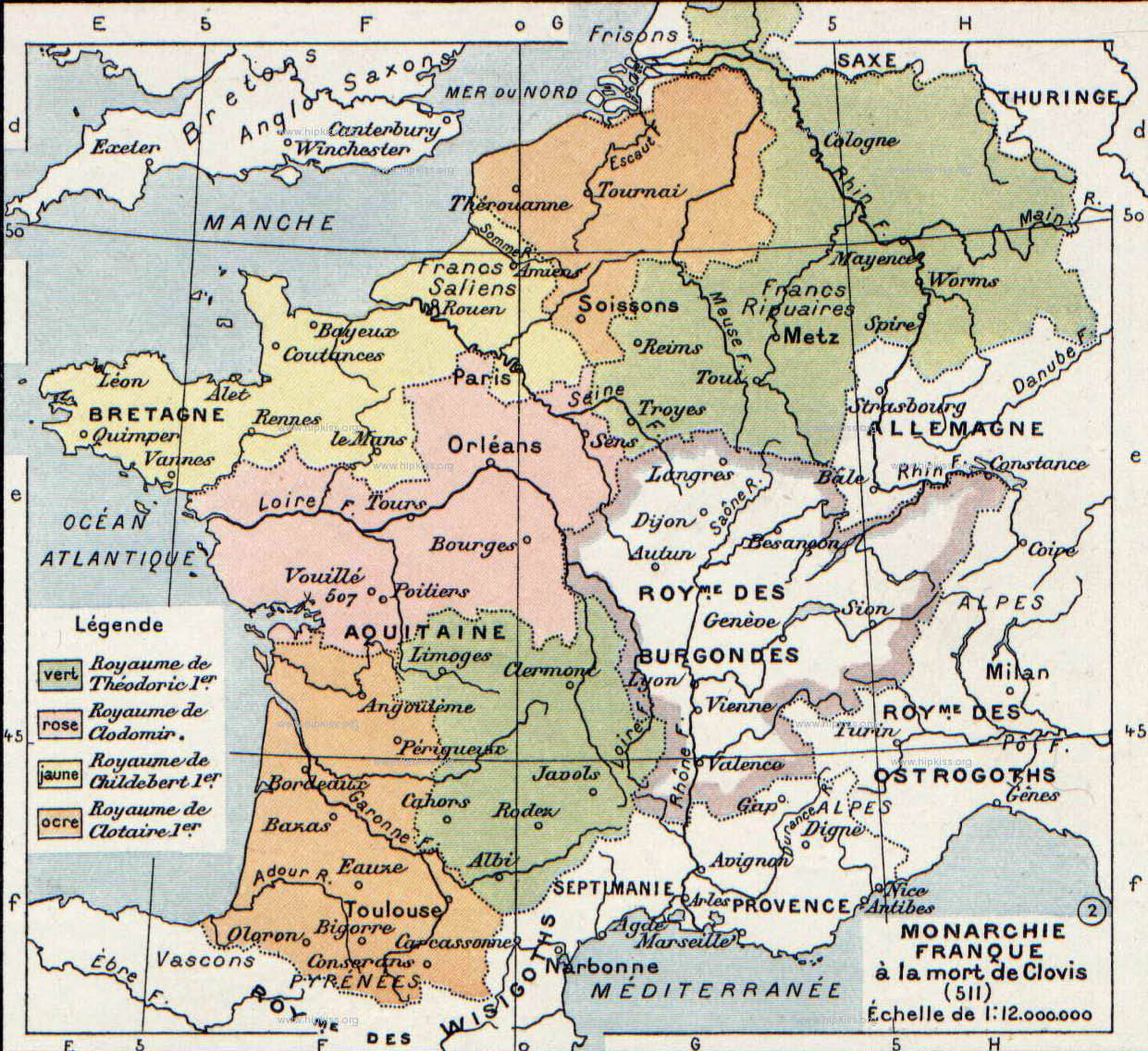
La divisione del regno dei Franchi, alla morte di Clodoveo I

Alla sua nascita, il fratello primogenito, Ingomero, era già morto. Nonostante che il padre Clodoveo fosse pagano, fu permesso alla madre, Clotilde di battezzare il bambino.
Nella Regum Merowingorum Genealogia, Teodorico viene citato come primo figlio di Clodoveo davanti ai nomi dei fratellastri, Clodomiro, Childeberto e Clotario, (Theodorico, Chlomiro, Hildeberto, Hlodario)
Alla morte del padre, nel 511, il regno fu diviso in quattro parti e Clodomiro ricevette in eredità la valle della Loira, con capitale Orléans.
Nonostante avesse sposato, tra il 514 ed il 521, la principessa burgunda Gunteuca, che era figlia del re dei Burgundi Gundobado), su pressione della madre Clotilde, che chiedeva di essere vendicata per l'assassinio del padre, ad opera di Gundobado, nel 523, Clodomiro, fu l'artefice di una spedizione conto la Burgundia. Clodomiro sconfisse in battaglia il nuovo re dei Burgundi, il cognato Sigismondo, che fu catturato con moglie e figli, mentre l'altro cognato Gondomaro riusciva a fuggire: Sigismondo fu portato come ostaggio a Orléans insieme alla moglie e ai figli, dove li fece uccidere e gettare in un pozzo a Colombe.
A Sigismondo successe il fratello, l'altro cognato Gondomaro che, l'anno successivo fu nuovamente attaccato da Clodomiro, che, nella battaglia di Vézeronce (524), lo mise in fuga. Ma durante l'inseguimento, Clodomiro si trovò isolato dai suoi e, con un inganno, fu circondato dai Burgundi e Gondomaro, per vendicare l'uccisione del fratello, lo fece decapitare e la testa di Clodomiro fu posta su un'asta ed issata in alto. I Franchi, venuti a conoscenza della morte del loro re, recuperate le forze, misero nuovamente in fuga i Burgundi e occuparono il regno di Burgundia.
Alla fine però Gondomaro riprese possesso del suo regno.
Clodomiro venne sepolto accanto al padre, a Parigi, nella chiesa dei Saints-Apôtres, (poi divenuta la chiesa di Santa Genoveffa e oggi il Pantheon di Parigi), sulla collina di Sainte-Geneviève.

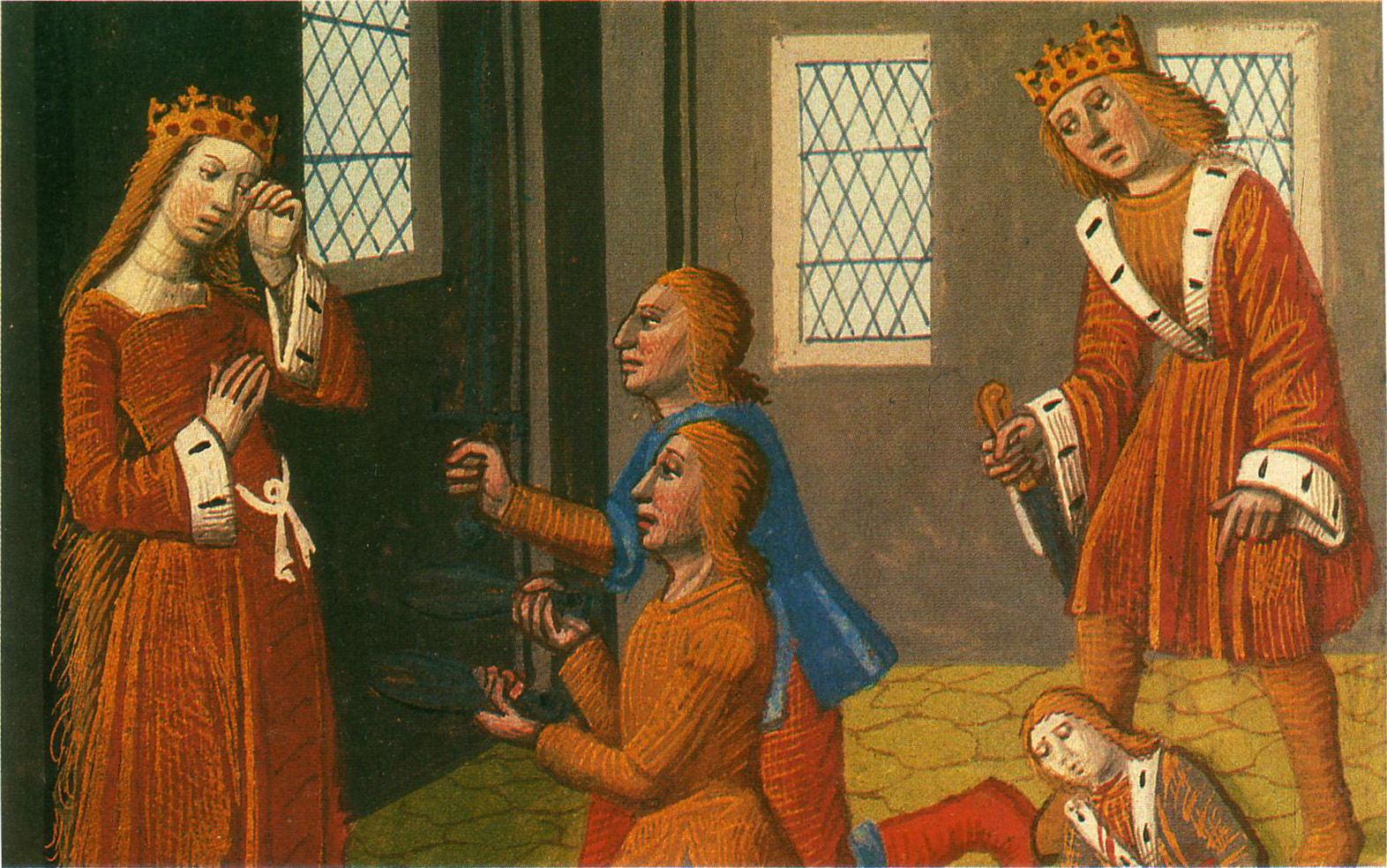
L'assassinio dei figli di Clodomiro

I tre figli di Clodomiro, Teobaldo, Guntario e Clodoaldo, vennero affidati alla custodia della nonna, santa Clotilde, e il suo regno venne diviso tra i fratelli Clotario I (che aveva preso in moglie la vedova di Clodomiro, Gunteuca) e Childeberto I, nell'attesa che i legittimi eredi avessero raggiunto la maggiore età. Ma Clotario I e Childeberto I si accordarono per spartirsi il regno e fecero sopprimere i due nipoti più grandi: solo Clodoaldo scampò all'eccidio e riuscì a nascondersi fino alla età adulta, accettando poi di farsi monaco a Novientum (oggi Saint-Claud)e venendo così risparmiato.

## Discendenza
Clodomiro da Gunteuca ebbe tre figli:
- Teobaldo (521 circa-531 circa), assassinato dallo zio Clotario I[9]
- Guntario (523 circa-531 circa), assassinato dallo zio Childeberto I[9]
- Clodoaldo (524 circa- 7 settembre 560), fu nascosto al momento dell'assassinio dei due fratelli e poi, rinunciando al suo regno terreno, si fece monaco[9].

## Ascendenza
|                            |          |           | Genitori |  |  | Nonni |  |  | Bisnonni |  |  | Trisnonni |  |
|                            |          |           |          |  |  |       |  |  | Meroveo  |  |  | Clodione  |  |
|                            |          |           |          |  |  |       |  |  | Meroveo  |  |  | Clodione  |  |
|                            |          | …         |          |  |  |       |  |  | Meroveo  |  |  |           |  |
| Childerico I               |          |           |          |  |  |       |  |  | Meroveo  |  |  |           |  |
|                            |          | …         | …        |  |  |       |  |  |          |  |  |           |  |
|                            |          | …         | …        |  |  |       |  |  |          |  |  |           |  |
|                            |          | …         | …        |  |  |       |  |  |          |  |  |           |  |
| Clodoveo I                 |          | …         |          |  |  |       |  |  |          |  |  |           |  |
|                            |          | …         | …        |  |  |       |  |  |          |  |  |           |  |
|                            |          | …         | …        |  |  |       |  |  |          |  |  |           |  |
|                            |          | …         | …        |  |  |       |  |  |          |  |  |           |  |
| Basina                     |          | …         |          |  |  |       |  |  |          |  |  |           |  |
|                            |          | …         | …        |  |  |       |  |  |          |  |  |           |  |
|                            |          | …         | …        |  |  |       |  |  |          |  |  |           |  |
|                            |          | …         | …        |  |  |       |  |  |          |  |  |           |  |
| Clodomiro                  |          | …         |          |  |  |       |  |  |          |  |  |           |  |
|                            | Gundioco | Gundicaro |          |  |  |       |  |  |          |  |  |           |  |
|                            | Gundioco | Gundicaro |          |  |  |       |  |  |          |  |  |           |  |
|                            | Gundioco | …         |          |  |  |       |  |  |          |  |  |           |  |
| Chilperico II dei Burgundi | Gundioco |           |          |  |  |       |  |  |          |  |  |           |  |
|                            |          | …         | …        |  |  |       |  |  |          |  |  |           |  |
|                            |          | …         | …        |  |  |       |  |  |          |  |  |           |  |
|                            |          | …         | …        |  |  |       |  |  |          |  |  |           |  |
| Clotilde                   |          | …         |          |  |  |       |  |  |          |  |  |           |  |
|                            |          | …         | …        |  |  |       |  |  |          |  |  |           |  |
|                            |          | …         | …        |  |  |       |  |  |          |  |  |           |  |
|                            |          | …         | …        |  |  |       |  |  |          |  |  |           |  |
| …                          |          | …         |          |  |  |       |  |  |          |  |  |           |  |
|                            |          | …         | …        |  |  |       |  |  |          |  |  |           |  |
|                            |          | …         | …        |  |  |       |  |  |          |  |  |           |  |
|                            |          | …         | …        |  |  |       |  |  |          |  |  |           |  |
|                            |          | …         |          |  |  |       |  |  |          |  |  |           |  |